# 김성진 (1987년)
김성진(1987년 10월 20일 ~ )은 대한민국의 전직 스타크래프트 프로게이머이다. pepe라는 아이디를 사용하며, 종족은 테란이다.
2006년 상반기 드래프트에서 팬택앤큐리텔 큐리어스(현 위메이드 폭스)의 5차 지명으로 입단하였다.
2009년 7월 31일 은퇴가 공시되었다.
은퇴 후 자신의 게임단 모기업인 위메이드에서 사원으로 근무 중이다.

## 수상 경력
- 2006년 e-Sports협회 주최 4회 주장원전 우승
- 2006년 e-Sports협회 주최 8회 주장원전 준우승
- 2008년 곰TV TG삼보-인텔 클래식 2008 시즌2 16강